# ثورة البربر
ثورة البربر (122 - 125هـ / 739 - 743م)، هي ثورة قامت ضد الخلافة الأموية في عهد الخليفة هشام بن عبد الملك، ومثلت أول استقلال ناجح عن الدولة الأموية (الحاكمة من دمشق). بدأت ثورة البربر ضد الخلافة الأموية من مدينة طنجة (المغرب) سنة 740م، وتمت قيادتها بشكل رئيسي من طرف ميسرة المطغري. انتشرت الثورة بسرعة إلى باقي مناطق شمال أفريقيا وعبر المضيق باتجاه الأندلس.
والسبب الرئيسي لثورة البربر هو السياسة غير المكافئة التي كان يمارسها بعض حكام الدولة الأموية بخصوص الجزية والخراج والعبيد وبعد مقر الخلافة عليهم وأمور أخرى، حيث كان هؤلاء الحكام جائرون.

## خلفية
تتجلى الأسباب الكامنة وراء الثورة بسياسات الحكام الأمويين في القيروان وإفريقية ممّن تمتعوا بالسلطة على المغرب العربي (كل شمال إفريقيا غرب مصر) والأندلس.
منذ الأيام الأولى للفتح الإسلامي لشمال إفريقيا، عامل القادة العرب المساعدين غير العرب (ولا سيما البربر) بشكل متضارب، وفي كثير من الأحيان بدناءة. عندما وصلوا إلى شمال إفريقيا، توجب على الأمويين أن يواجهوا أغلبية مسيحية في إفريقيا البروقنصليّة (التي أصبحت إفريقية، تونس حاليًا) والوثنيين في المغرب العربي الأقصى (المغرب الآن) مع الأقليات اليهودية. سرعان ما اعتنق بعض البربر المغربيين الإسلام وشاركوا بنموه في المنطقة، لكن السلطات العربية استمرت بمعاملتهم كأشخاص من الدرجة الثانية.
على الرغم من أن الأمازيغ قد اضطلعوا بمعظم القتال أثناء الفتح الإسلامي لإسبانيا، إلا أنهم نالوا حصة أقل من الغنائم وكثيرًا ما كُلفوا بالمهام الأقسى (على سبيل المثال، أُلقي الأمازيغ إلى الطليعة بينما بقيت القوات العربية في الصفوف الخلفية؛ وكُلفوا بواجب الحماية على الحدود الأكثر اضطرابًا). رغم أن الحاكم العربي الإفريقي موسى بن نصير قد عزز علاقته مع مساعديه الأمازيغ (أشهرهم طارق بن زياد)، إلا أن خلفائه، ولا سيما يزيد بن أبي مسلم، قد عاملوا قواتهم الأمازيغية بشكل سيئ.
الأمر الأكثر خطورة هو أن الحكام العرب استمروا بفرض ضرائب أهل الذمة الاستثنائية (الجزية والخراج) وجزية العبيد على السكان غير العرب الذين اعتنقوا الإسلام في انتهاك مباشر للشريعة الإسلامية. أصبح هذا أمرًا روتينيًا بشكل خاص خلال خلافة الوليد الأول وسليمان.
في عام 718، منع الخليفة الأموي عمر الثاني أخيرًا فرض ضرائب استثنائية وجزية العبيد من المسلمين غير العرب، وأخمد بذلك الكثير من التوتر. لكن الانتكاسات العسكرية المكلفة في عشرينيات وثلاثينيات القرن الثامن أجبرت سلطات الخليفة على البحث عن أساليب مبتكرة لإعادة ملئ خزائنها. خلال خلافة هشام بن عبد الملك منذ عام 724، تم تفادي المحظورات بإعادة التفسير (على سبيل المثال، ربط ضريبة أرض الخراج بالأرض بدلاً من المالك، بحيث تظل الأراضي التي كانت خاضعة للخراج تحت حكم الخراج حتى لو كانت مملوكة حاليًا من قبل مسلم).
ونتيجة لذلك، بدأ الأمازيغ الساخطون بتقبل النشطاء الخوارج المتطرفين من الشرق (لا سيما الصفرية والإباضية لاحقًا) الذين بدأوا بالوصول إلى المغرب العربي في عشرينيات القرن الثامن. دعا الخوارج إلى شكل من أشكال الإسلام المتشدد، ووعدوا بنظام سياسي جديد حيث يتساوى جميع المسلمين بغض النظر عن العرق أو الوضع القبلي مع الالتزام الصارم بالشريعة الإسلامية. أتاح انجذاب البربر لرسالة الخوارج بالتغلغل التدريجي للخوارج في الأفواج العسكرية والمراكز السكانية الأمازيغية. أُخمدت بصعوبة التمردات المتفرقة التي قامت بها الحاميات البربرية (كالقائد مونوس في سيردانيا، إسبانيا، في 729-731). اغتيل عام 721، الحاكم الإفريقي، يزيد بن أبي مسلم، الذي استأنف الجزية وأهان حرسه الأمازيغي من خلال وصم أيديهم.
في عام 734، عُيِّن عبيد الله بن الحبحاب حاكمًا أمويًا في القيروان، مع سلطة رقابية على كل المغرب العربي والأندلس. متوليًا الحكم بعد فترة من سوء الإدارة، سرعان ما شرع عبيد الله بتوسيع الموارد المالية للحكومة من خلال الاتكاء بشدة على السكان غير العرب، واستئناف الضرائب الاستثنائية وجزية العبيد دون أي اعتذار. وصدرت تعليمات مماثلة إلى نائبيه عقبة بن الحجاج السلولي في قرطبة (الأندلس) وعمر بن المرادي في طنجة (المغرب العربي). أدى فشل الرحلات الاستكشافية المكلفة إلى بلاد الغال خلال الفترة 732-737، والتي صدها الفرنجة تحت حكم تشارلز مارتيل، أدى إلى زيادة العبء الضريبي. لم يؤمن الفشل الموازي لجيوش الخلافة في الشرق أي مساعدات ضريبية من دمشق.

## الثورة

### الثورة في المغرب العربي
ضاق الأمازيغ ذرعًا بجباة الضرائب الأمويين. يُذكر أنه بناءً على تعليمات عبيد الله بن الحبحاب بجني المزيد من العائدات من الأمازيغ، قرر عمر بن المرادي، نائبه في طنجة، إعلان الأمازيغ في سلطته «شعبًا محتلاً» وبالتالي شرع بالاستيلاء على ممتلكات الأمازيغ والأشخاص المستعبدين، وفقًا لقواعد الغزو، كانت ضريبة «الخُمس» ماتزال مستحقة تجاه الدولة الأموية (تشير الروايات البديلة إلى أنه ضاعف جزيتهم ببساطة).
كانت تلك القشة التي قسمت ظهر البعير. قررت قبائل شمال إفريقيا البربرية الواقعة في غرب المغرب -في البداية الغمارة وبورغواطة ومكناسة- إشعال الثورة علنًا ضد الوالي. اختاروا ميسرة المطغري قائًدا لهم، والذي زعم بعض المؤرخين العرب أنه ناقل مياه بائس (لكنه على الأرجح زعيم بربري مطغري عالي الشأن).
المسألة الوحيدة المتبقية هي التوقيت. سنحت الفرصة في أواخر عام 739 أو أوائل عام 740 (122 هـ)، عندما تلقى القائد الإفريقي القوي حبيب بن أبي عبيدة الفهري، الذي كان قد فرض سلطته مؤخرًا على وادي سوس جنوب المغرب، تعليمات من والي القيروان عبيد الله لقيادة حملة كبيرة عبر البحر ضد صقلية البيزنطية. جمع حبيب بن أبي عبيدة قواته، وسار بالجزء الأكبر من الجيش الإفريقي خارج المغرب.
حالما ذهب حبيب الجبار بأمان، جمع ميسرة تحالفه من الجيوش الأمازيغية من حليقي الرؤوس بطريقة الخوارج الصفرية مع نقوش قرآنية مربوطة بحرابهم ورماحهم، وأمرهم بمباغتة طنجة. سرعان ما سقطت المدينة في أيدي المتمردين وقتل الحاكم المكروه عمر المرادي. في هذه المرحلة قيل إن ميسرة قد اتخذ لقب أمير المؤمنين أو «الخليفة». بعد مغادرة حامية أمازيغية في طنجة بقيادة عبد الله الحديج الإفريقي، شرع جيش ميسرة باجتياح غرب المغرب وتضخيم صفوفه بأتباع جدد وسحق الحاميات الأموية من مضيق جبل طارق حتى السوس. كان إسماعيل بن عبيد الله، نجل أمير القيروان، أحد الحكام المحليين الذين قُتلوا على يد الأمازيغ.
فاجأت الثورة الأمازيغية الوالي الأموي في القيروان، عبيد الله بن الحبحاب الذي امتلك عدد قليل جدًا من القوات تحت تصرفه. بعث على الفور رُسلًا إلى قائده الحبيب بن أبي عبيدة الفهري في صقلية وأمره بإيقاف الحملة وإعادة الجيش الإفريقي على الفور إلى إفريقيا. في غضون ذلك، حشد عبيد الله رتلًا ثقيلًا من سلاح الفرسان، مؤلفًا من النخبة العربية الأرستقراطية في القيروان. وضع النبلاء تحت قيادة خالد بن أبي حبيب الفهري، وأرسله إلى طنجة لاحتواء المتمردين الأمازيغ، في انتظار عودة حبيب من صقلية. وُضع جيش احتياطي أصغر تحت قيادة عبد الرحمن بن المغيرة العبدري وأُمر بالدفاع عن تلمسان في حال اختراق جيش المتمردين الأمازيغ الرتل ومحاولتهم السير نحو القيروان.

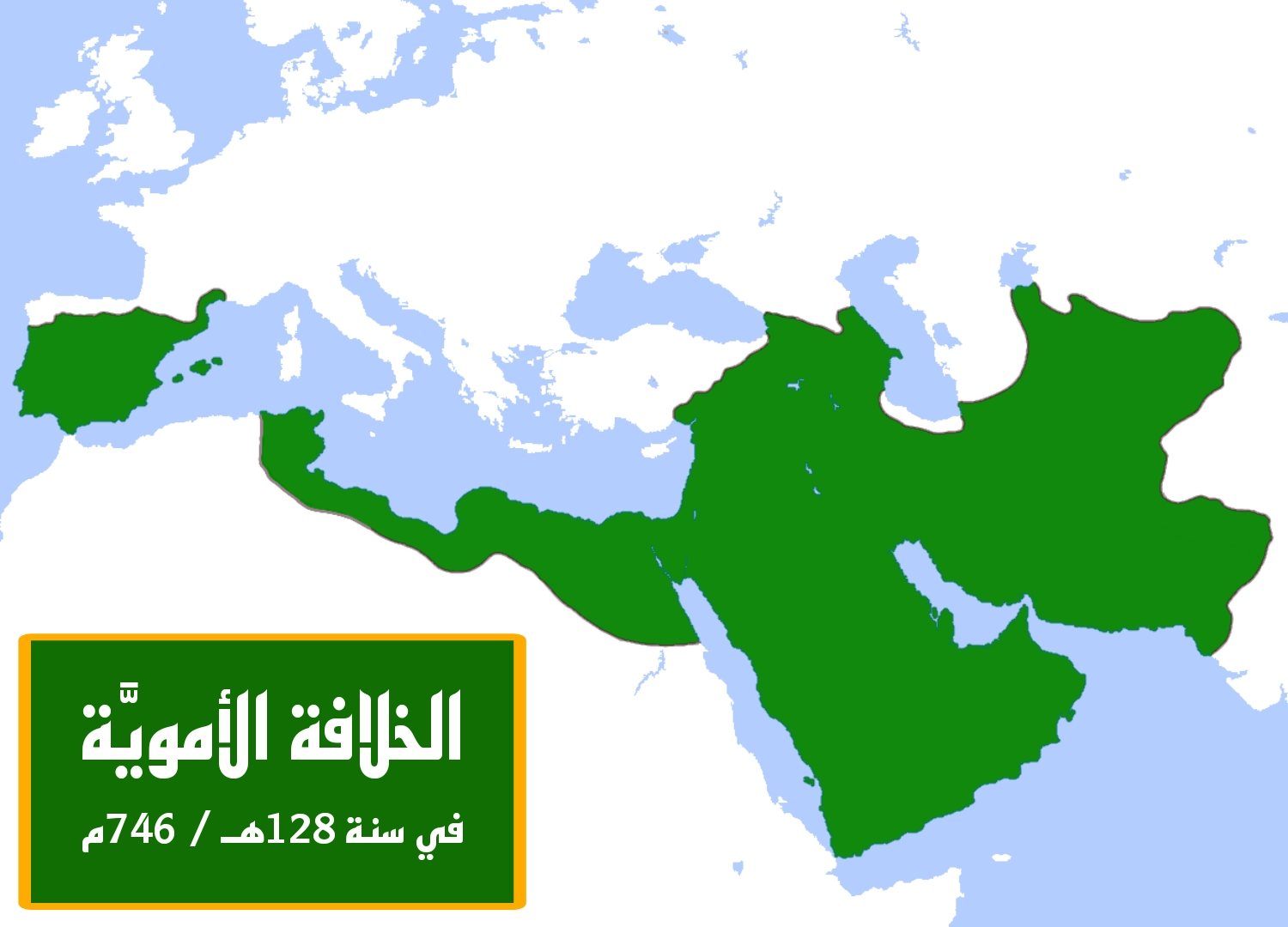
خريطة تُظهر حدود الخلافة الأمويَّة في سنة 128هـ / 746م، وتُظهر خروج المغربان الأوسط والأقصى من نفوذها نتيجة ثورة البربر.

واجهت قوات ميسرة الأمازيغية طليعة الرتل الإفريقي لخالد بن أبي حبيب في مكان ما في ضواحي طنجة بعد مناوشات وجيزة مع الرتل العربي، أمر ميسرة فجأة الجيوش الأمازيغية بالتراجع إلى طنجة. لم يستسلم قائد سلاح الفرسان العربي خالد بن أبي حبيب، لكنه أوقف صفوفه جنوب طنجة محاصرًا المدينة التي يسيطر عليها البربر في انتظار التعزيزات من حملة صقلية بقيادة حبيب.
خلال هذا المتنفس، أعاد المتمردين الأمازيغ تنظيم صفوفهم وقادوا انقلابًا داخليًا. سرعان ما خلع زعماء القبائل الأمازيغية ميسرة وأعدموه وانتخبوا زعيم قبيلة زناتة الأمازيغي خالد بن حامد الزناتي ليكون «الخليفة» الأمازيغي الجديد. مايزال الغموض يلف أسباب سقوط ميسرة. من المحتمل أن الخوف المفاجئ أمام رتل سلاح الفرسان العربي أثبت عدم كفاءته عسكريًا، ربما لأن الدعاة الصفريين المتزمتين وجدوا عيبًا في تقوى شخصيته، أو ربما ببساطة لأن زعماء قبيلة زناتة شعروا بأنهم يستحقون قيادة الثورة كونهم أقرب إلى جبهة إفريقية.
اختار الزعيم الأمازيغي الجديد خالد بن حامد الزناتي مهاجمة الرتل الإفريقي الخمول على الفور قبل تعزيزه. سحق المتمردون الأمازيغ بقيادة خالد بن حامد وأبادوا سلاح الفرسان العربي لخالد بن أبي حبيبة في مواجهة عرفت باسم معركة النبلاء نتيجةً لمذبحة صفوة النبلاء العرب الإفريقيين. هذه الواقعة مؤرخة مؤقتًا بين أكتوبر-نوفمبر، نحو العام 740.
تُظهر الاستجابة العربية الفورية على الكارثة فجائية هذا الانقلاب. مع الخبر الأول لهزيمة النبلاء، أصيب الجيش الاحتياطي لابن المغيرة في تلمسان بالذعر. عند رؤية الدعاة الصفريين في كل مكان في المدينة، أمر القائد الأموي قواته العربية المتوترة بإجراء سلسلة من الاعتقالات في تلمسان، انتهى العديد منها بمذابح عشوائية. أثار هذا انتفاضة شعبية واسعة في المدينة الهادئة حتى تلك اللحظة. سرعان ما طرد سكان المدينة الأمازيغ القوات الأموية. انتقلت جبهة ثورة البربر الآن نحو منطقة المغرب الأوسط (الجزائر).
وصل الجيش الصقلي للحبيب بن أبي عبيدة، لكن الأوان كان قد فات لمنع مذبحة النبلاء. بعد أن أدركوا أنهم ليسوا في وضع يمكنهم من مواجهة الجيش الأمازيغي بأنفسهم، تراجعوا إلى تلمسان لجمع الفرق الاحتياطية ليجدوا أن تلك المدينة أيضًا انحدرت لحالة من الفوضى الآن. هناك، التقى حبيب بموسى بن أبي خالد، وهو قائد أموي راوح مكانه بشجاعة بالقرب من تلمسان جامعًا القوات الموالية التي أمكنه إيجادها. كانت حالة الذعر والارتباك شديدة لدرجة أن حبيب بن أبي عبيدة قرر إلقاء اللوم على القائد البريء بتسببه الفوضى بأكملها وقطع إحدى يديه وإحدى ساقيه عقابًا له.
حصّن حبيب بن أبي عبيدة ما تبقى من الجيش الإفريقي في محيط تلمسان (ربما حتى تيارت)، وناشد القيروان بإرسال تعزيزات. وأُحيلت الدعوة إلى دمشق.
قيل إن الخليفة هشام، عند سماعه النبأ الصادم، هتف: « والله لأغضبنَّ لهم غضبة عربية ولأبعثنَّ جيشًا أوله عندهم وآخره عندي!»